# Könsbekräftande kirurgi
Könsbekräftande kirurgi (engelska Gender Assignment Surgery, GAS) 
är en sammanfattande term för kirurgiska ingrepp genom vilka en persons fysiska framtoning och könskarakteristika förändras så att de liknar dem hos ett annat kön. Det är en del av den medicinska behandling som ges till patienter med olika könsidentitetsstörningar/transsexualism. Den kan också utföras på intersexuella personer, då ofta på spädbarn.
World Professional Association for Transgender Health (WPATH) har etablerat Standards of Care, som bör tillämpas för patienter som önskar erhålla könsbekräftande kirurgi. De omfattar bland annat en psykologisk utvärdering och en period av verklig erfarenhet av att leva i det önskade könet.
De mest kända av dessa operationer är de som innebär ingrepp i genitalierna (engelska genital reassignment surgery eller genital reconstruction surgery (GRS)). Men begreppet omfattar, enligt WPATH, ett stort antal kirurgiska ingrepp som utförs som en del av behandling mot könsidentitetsstörningar/transsexualism. WPATH fastslår att könskorrigerande operationer omfattar "komplett hysterektomi, bilateral mastektomi,... bröstkorgsrekonstruktion, bröstförstoring (inklusive bröstimplantat), genitalierekonstruktion (med olika tekniker som måste vara avpassade för den enskilda patienten)... och vissa plastikkirurgiska ansiktsrekonstruktioner."
Vilka de medicinskt nödvändiga ingreppen är skiftar beroende på patientens individuella behov och om det handlar om transkvinnor, transmän eller ickebinära. För transkvinnor (patienter födda med en typisk pojkkropp) inkluderar genitalierekonstruktionen oftast konstruerandet av en neovagina, vaginoplastik, medan det för transmän (patienter födda med en typisk flickkropp) kan inkludera konstruerandet av en neopenis, falloplastik, men inte behöver göra det. I båda fallen omfattar i allmänhet ingrepp i genitalierna också borttagandet av inre könsorgan, det vill säga för transkvinnors del orchidektomi och för transmäns del hysterektomi, ovariektomi, borttagning av äggledare och ibland även vaginoektomi. Efter det att äggstockar eller testiklar avlägsnats behöver patienterna medicinering med könshormoner livet ut. 
Behoven hos patienten skiftar också beroende på vilka krav som ställs i deras land för att de exempelvis ska få byta namn, byta juridiskt kön, få tillgång till hormonterapi eller tillstånd att gifta sig. I många länder som erbjuder dessa möjligheter är de kombinerade med krav på mer eller mindre omfattande könsbekräftande operationer, främst av genitalier. 
Det finns även en mängd andra kirurgiska ingrepp än de i genitalierna som erbjuds vid behandling av patienter med könsidentitetsstörningar/transsexualism. För transmän omfattar dessa ingrepp mastektomi (borttagandet av kvinnliga bröst) och bröstkorgsrekonstruktion (skapandet av manlig bröstkorg) och för transkvinnor omfattar de Facial Feminization Surgery, bröstförstoring, struphuvudförminskning och trimning av stämbanden.
Sverige var det första landet i världen som tillät transpersoner att ändra sitt juridiska kön och erbjuda avgiftsfri könsbekräftande kirurgi, år 1972. Singapore följde strax efter år 1973, och blev därmed första landet i Asien.